# Bernd Patzke
Bernd Patzke (født 14. marts 1943 i Berlin, Tyskland) er en tidligere tysk fodboldspiller (forsvarer) og -træner.
Han spillede for blandt andet 1860 München og Hertha Berlin i hjemlandet samt belgiske Standard Liège. Med 1860 München vandt han i 1966 det tyske mesterskab.
Patzke spillede desuden 24 kampe for Vesttysklands landshold. Han var en del af det vesttyske hold der vandt sølv ved VM i 1966 i England og bronze ved VM i 1970 i Mexico.